# 布羅斯納漢島
布羅斯納漢島（英語：Brosnahan Island），是南極洲的島嶼，位於希拉里海岸，處於默里角東北面20公里，長2公里，美國地質調查局根據測量和美國海軍拍攝的空中照片繪入地圖，現時由南極條約體系管理。